# MNDR
 (décembre 2013).
Si vous disposez d'ouvrages ou d'articles de référence ou si vous connaissez des sites web de qualité traitant du thème abordé ici, merci de compléter l'article en donnant les références utiles à sa vérifiabilité et en les liant à la section « Notes et références ».
MNDR est un duo américain de musique électronique formé à New York en 2009. Le duo est formé d'Amanda Warner et de Peter Wade.

## Discographie

### Album studio
- Feed Me Diamonds (2012)

### EPs
- E.P.E. (2010)

### Singles
- "C.L.U.B." (2009)
- "Caligula" (2010)
- "Cut Me Out" (2011)
- "#1 in Heaven" (2012)
- "Faster Horses" (2012)
- "Feed Me Diamonds" (Dec 2012)
- Lock N' Load (2013)
- "Swerlk" (avec Scissor Sisters) (2017)
- "Unusual" (RAC ft.MNDR) (2017)

## Nominations et récompenses
- 2011 : 
  - nommé aux MTV Music Awards dans la catégorie meilleur groupe né sur le web
  - remporte le prix du groupe le plus innovant[1]
- 2012 : Remporte le prix du meilleur DJ aux Paper Nightlife awards[2].